# جمعية الكشافة الدرزية
جمعية الكشافة الدرزية في إسرائيل ( العبرية: ארגון הצופים הדרוזים בישראל , Irgun HaTzofim HaDruzim BeYisrael , العربية: منظمة الكشاف الدرزي الإسرائيلي Monazamat al-Kashaf al-Druzi al-Isra'ili ) هي جمعية كشفية وإرشادية درزية إسرائيلية تضم حوالي 5000 عضو.  وهي أكبر منظمة شبابية درزية. 
كانت الكشافة الدرزية في إسرائيل بقيادة سلمان حمود فلاح (1935-2016)،  الذي بدأ المنظمة في عام 1954.   المنظمة هي منظمة عضو في اتحاد الكشافة والبنين الإسرائيلي. 
عاد فلاتش من الدراسة في الولايات المتحدة في عام 1975 وتولى رئاسة الجمعية منذ ذلك الحين.
توجد حاليًا قبائل كشفية درزية في جميع القرى الدرزية في إسرائيل، والجولان، والجليل، والكرمل.  تعمل الكشافة الدرزية ضمن النظام المدرسي، ولكل مدرسة درزية فرقة خاصة بها، من المرحلة الابتدائية إلى المرحلة الثانوية.